# 1976

## أحداث

### فبراير
- 27 فبراير اعلان الجمهورية العربية الصحراوية الديمقراطية
- البعثة الفرنسية إلى قطر.

### يونيو
- 1 يونيو - اعلان تأسيس الاتحاد الوطني الكردستاني في كردستان العراق من اجل بدء الثورة ضد الحكومة العراقية مجددا بعد انهيار ثورة ايلول.
- 21 يونيو - استقلال سيشيل من المملكة المتحدة.

### نوفمبر
- 12 نوفمبر - إنشاء بلدية أباتو في غويانا الفرنسية بفصل إقليمها عن بلدية غراند سانتي.

### ديسمبر
- 9 ديسمبر - تسمية جزر توكلو باسمها الحالي.

## مواليد
- ألكسندر سكارسجارد
- آنا فاريس
- آيسلا فيشر
- أحمد جرار
- أحمد رزق
- أرييل إباغازا
- أطوار بهجت
- أكيكو ياجيما
- أكينوري ناشيزاوا
- ألساندرو نيستا
- ألي لارتر
- أليسيا سيلفرستون
- أنتونيو نيلسون
- أنجيلوس باسيناس
- أندريس سفينسون
- أندريه شيفتشينكو
- أهن جونغ هوان
- أودري تاتو
- أوليفييه مونتيروبيو
- أيتور أوسيو
- إبراهيم السكران
- إبراهيم سويد
- إدملسون
- إنريكو فانتيني
- إيان أشبي
- إيغور تيودور
- إيفان بيريز مونوز
- إيفان دي لا بينا
- إيفان فيسليتش
- إيفان كوردوبا
- آيتاش دوغان
- إيما دي كونز
- إيمرسون
- إيمي أكر
- إيمي سمارت
- إيناكي لافوينتي
- ابهيشيك باتشان
- اجوستين كاليري
- باتريك فييرا
- باتريك كلايفرت
- باتريك مولر
- باقر حسين
- بال دارداي
- باولو وانشوب
- بايبر بيرابو
- برناردو كورادي
- بشير التابعي
- بودوين زيندن
- بول غولدستاين
- بيتر هانسون
- بيتو
- بيتيت
- بيير أميديار
- تادرس
- تاكاشي فوكونيشي
- تاكايوكي سوزوكي
- تاني سايبريس
- تراينوس ديلاس
- تشستر بنينجتون
- تورستن فرينغس
- توريه باسالا
- توماس زيب
- توماس سورينسن
- تيكو
- تيم حسن
- جاسيك كرزينوويك
- جاو واي
- جلبرتو
- جلبرتو سيلفا
- جليل وايت
- جوليانو بيليتي
- جون ألويسي
- جياكومو تيديتشو
- حسن الحسيني
- حسن العتيبي
- حسن بوفوس
- حسين علي (لاعب كرة قدم بحريني)
- حمدان أحمد الغسيه
- خافيير أوليفا رودريغيز
- خافيير كاسكيرو
- خوان غوتيريز مورينو
- دال بورينتون
- دانييلي فرانكيتشيني
- دنيلسون ناسيمينتو
- دوشان فيميتش
- دومينيك موناغان
- ديان كروغر
- دييغو تريستان
- دييغو كاماتشو كويسادا
- راتشاد تشيتو
- راما ياد
- رايان رينولدز
- رايتشل مكأدامز
- راينر شوتلر
- رضا عناياتي
- رمضان قديروف
- روبي بلاك
- رود فان نستلروي
- روري ديلاب
- روكي جونيور
- رومان فيرييه
- رونا ميترا
- رونالدو
- ريتا برصونا
- ريز ويذرسبون
- ريغوبرت سونغ
- ريكاردو باريرا
- ريكاردينهو
- ريني أوفهاوسر
- سارة تشالك
- سالفاتوري لانا
- سام ورذينجتن
- سانتياغو أزكويرو
- سانتياغو سولاري
- ستانيسلاف فلتشيك
- ستيف فينان
- ستيفن إيفرسن
- ستيفن كار
- سعيد الكاس
- سكوت كان
- سلافة معمار
- سلطان راشد
- سمير زاوي
- سيباستيان أبريو
- سيدريك باردون
- سيرجي سيماك
- سيرجيو غونزاليز
- سيلفان ندياي
- سيليان ميرفي
- سيموني إنزاغي
- سيموني فيرجاسولا
- سييغو نارازاكي
- شاي غيفن
- شريف عبد الرحيم
- طلال القرقوري
- صبا مبارك
- عبد العزيز الطريفي
- عبد الله العجيري
- عائشة القذافي
- عباس صوان
- عبد العزيز الجنوبي
- عبد الله عواد الجهني
- عبير السهلاني
- علي عبد الرضا
- عماد النحاس
- عمار عمور
- غاستون كوربيلو
- غوتي
- غييرمو فرانكو
- فابريسيو فوينتيس
- فابيان ديبيك
- فابيو ليفيراني
- فاضل كريم
- فرانشيسكو توتي
- فريدون زاندي
- فلورنتن بيتري
- فيدران رونجي
- فيرناندو موريانتس
- فيست (مغنية)
- فيصل إبراهيم
- فيكتور سانشيز
- قصي خولي
- كلاوديو كاسابا
- كورو توريس
- كولن فاريل
- كوون سانغ وو
- كي هونغ
- كيري روسل
- كيلي ماكدونالد
- كيلي هاويس
- كيم سانغ سيك
- لودوفيك جيولي
- لورا هاريس
- لورين ستامايل
- لورينت موريستين
- لوكا فيجياني
- لوكاش ياروليم
- لولوة بنت خليفة آل خليفة
- مستورة الأحمدي
- ماتيو جيانيلو
- ماثياس تشوبر
- مارسيل بوردون
- مارك باستون
- مارك ديلاني
- مارك زيغلر
- مارك فيليبوسيس
- ماركو دي فايو
- ماركو روزه
- ماركوس سينا
- ماركينيوس
- ماريو غالينوفيتش
- ماريو ميلشيوت
- ماريو يبيس
- ماسيج زوراويسكي
- ماسيمو أودو
- ماغنو ألفيس
- مانويل بابلو
- ماورو كامورانيزي
- مايكل بالاك
- مايكل بيتكوفيتش
- مايكل بينا
- مايكل رول
- مبو مبينزا
- محمد بركات
- محمد عدوية
- محمد إبراهيم الوسمي
- محمد عمر (لاعب كرة قدم)
- مشاري راشد العفاسي
- مشعل معرفي
- مشير المصري
- مصطفى سيد مبارك
- معمر مأموني
- مكسانس كارون
- منى زكي
- ميروسلاف كارهان
- ميس كمر
- ميشيل موناغان
- ميكال زيولاكو
- نادر المياغري
- ناصر الفراعنة
- ناصر درويش
- نايانتارا
- نبراس الكاظمي
- نهير الشمري
- نواف التمياط
- نوانكو كانو
- نونو غوميز
- نيكولاس لابنتتي
- هانس ساربي
- هايل العبدان
- هيروكي شيموادا
- هيفاء وهبي
- هيلاري ماكاسا
- وائل القباني
- والتر باندياني
- وحيد هاشميان
- وليد الرملي
- وهيبة بوحلايس
- ياسين أحجام
- يامبا أشا
- يانوس فريس
- يحيى حوى
- يهيل شيرمان
- يوسف دابس
- يوكاري تامرا
- يون دال توماسون
- يوهان تشاربينيت
- يوهان لاكور
- ييري شتاينر

### يناير
- 1 يناير - أحمد محمودفؤاد توفيق صقر، ممرض مصري.
- 6 يناير - جوني يونغ بوش، ممثل أمريكي.
- 25 يناير - نوزومو ساساكي، ممثل أداء صوتي ياباني.

### فبراير
- 25 فبراير - سامي تراوري، لاعب كرة قدم مالي.
- 27 فبراير - راشد رياض، لاعب كريكيت باكستاني.

### مارس
- 8 مارس - ديمة الجندي، ممثلة سورية.
- 16 مارس - كينجي نوجيما، ممثل أداء صوتي ياباني.
- 25 مارس - جاي مايكل تاتوم، ممثل أداء صوتي أمريكي.
- 30 مارس - أياكو كاواسمي، ممثلة أداء صوتي يابانية.

### أبريل
- 1 أبريل - تروي بيكر، ممثل أمريكي.
- 2 أبريل - دايسكي ناميكاوا، ممثل أداء صوتي ياباني.
- 10 أبريل - صبا مبارك، ممثلة أردنية.
- 26 أبريل - سلافة ممار، ممثلة سورية.

### مايو
- 28 مايو - ليام أوبراين، ممثل أداء صوتي أمريكي.

### يونيو
- 14 يونيو - تاكاهيرو ميزُشيما، ممثل أداء صوتي ياباني.

### يوليو
- 23 يوليو - جوديت بولغار، لاعبة شطرنج يهودية من المجر.

### أغسطس
- 4 أغسطس - هيتومي ناباتامي، ممثلة أداء صوتي يابانية.

### سبتمبر
- 9 سبتمبر - ماسايا ماتسُكازي، ممثل أداء صوتي ياباني.
- 20 سبتمبر - يوي هوريه، ممثل أداء صوتي يابانية.

### أكتوبر
- 1 أكتوبر - ولادة ديانا حداد في لبنان.
- 21 أكتوبر ولادة أندرو سكوت في دبلن، جمهورية أيرلندا.

### ديسمبر
- 1 ديسمبر - عمرو مرزوق كاتب وروائي مصري.
- 26 ديسمبر - براد سوايل، ممثل كندي.

## وفيات
- أجاثا كريستي
- أحمد مختار بابان
- ألفار آلتو
- إدموند هوسرل
- إلياس فرحات
- إيفند جونسون
- برنارد مونتغمري
- بنحاس لافون
- بوريس يوفان
- بيرسي فايت
- جاسم بن حمد بن عبد الله آل ثاني
- جميل صليبا
- جورجو فيريني
- جوسيلينو كوبيتشيك
- جيرد جايزر
- حسين صدقي
- خليل هنداوي
- خير الدين الزركلي
- دهام بن الهادي بن العاصي الجربا
- دافيد إلعازار
- رودولف بولتمان
- رينيه كاسين
- سكوت دنكان
- شكور أبو غزالة
- سيد النقشبندي
- صالح جودت
- صبري حماده
- عبد الحكيم عابدين
- عبد الرحمن عزام
- عز الدين فريد
- علي أمين
- فرنر هيزنبرج
- لارس أونساغر
- لينا النابلسي
- ليو بولد روزيتشكا
- مارتن هايدغر
- ماو تسي تونغ
- محمد أحمد محجوب
- محمد التابعي
- محمد بهجة البيطار
- محمد رفيع حسين معرفي
- مفيدة بورقيبة
- مورتالا محمد
- ميخائيل جيروفيتش
- نجمة إبراهيم
- نظيرة زين الدين
- هاري نايكست
- هنريك دام
- هوارد هويز
- وليم حاوي
- رياض شير علي
- 7 فبراير - نجم الدين الواعظ، فقيه وواعظ وعالم موسوعي عراقي.
- 1 مارس - بول جيورجي، طبيب أطفال وعالم كيمياء حيوية أمريكي.

## نال جائزة نوبل
- في الفيزياء – الأمريكيان بورتون ريختر وصمويل تينج.
- في الكيمياء – الأمريكي ويليام ليبسكوم.
- في الطب – الأمريكيان باروخ بلومبرغ وكارلتون غايدوسك.
- في الأدب – الأمريكي سول بيلو.
- في السلام – من أيرلندا الشمالية بيتي ويليامز وكارلتون غايدوسك.
- في الإقتصاد – الأمريكي ميلتون فريدمان.